# Натуральний стрій

Натуральний стрій (також чистий або гармонічний стрій) — музичний стрій, що використовує інтервали побудовані на основі обертонів. Октава (1:2), квінта (2:3), кварта (3:4), велика терція (4:5), мала терція (5:6), великий повний тон (8:9), малий повний тон (9:10), і діатонічний півтон (15:16).
В результаті виходить гама абсолютно гармонічна початковому тону, але тільки в межах цієї тональності. І навіть в межах семиступеневої гами є фальшиві інтервали (Наприклад вовча квінта d–a, що виникає в кадансі C–F–G–C).

## Натуральна семиступенева шкала
Цю шкалу можна розглядати як модифікацію піфагорейської шкали, в якій піфагорейська терція була замінена на натуральний (4:5) Дідім (близько 100 років після Піфагора).
| C |                    | D   |               | e   |         | F   |               | G   |               | a   |               | h    |         | C |
| 1 |                    | 9/8 |               | 5/4 |         | 4/3 |               | 3/2 |               | 5/3 |               | 15/8 |         | 2 |
|   | Великий повний тон |     | М. повний тон |     | півтон  |     | В. повний тон |     | М. повний тон |     | В. повний тон |      | півтон  |   |
|   | 8 : 9              |     | 9 : 10        |     | 15 : 16 |     | 8 : 9         |     | 9 : 10        |     | 8 : 9         |      | 15 : 16 |   |
|   | 204 ц              |     | 182 ц         |     | 112 ц   |     | 204 ц         |     | 182 ц         |     | 204 ц         |      | 112 ц   |   |
Жирним шрифтом виділені ноти, які побудовані по квінтах, як в піфагорійському строї. Інші побудовані по терціях.
Не вдалося при побудові шкали встановити єдиний повний тон, замість нього вийшло два різних інтервали, названі великий повний тон (8:9) і малий повний тон(9:10), які разом дають велику натуральну терцію (4:5):
{\displaystyle {\frac {9}{8}}\cdot {\frac {10}{9}}={\frac {5}{4}}}.

## Розширення до дванадцяти тонів (розширений натуральний стрій)
Дванадцятитонова шкала будується шляхом чистого обчислення відсутніх п'яти тонів. Якщо використовувати діатонічний півтон(15:16) можна, отримати винятково раціональні відношення частот інтервалів.
| Name | Різниця частот з попереднім тоном | Різниця частот з тонікою | Коефіцієнт | Інтервал музичний | Зв'язок з квінтовим колом |
| ---- | --------------------------------- | ------------------------ | ---------- | ----------------- | ------------------------- |
| C    | 15 : 16                           | 1 : 1                    | 1          | 0,000 Ц           |                           |
| des  | 15 : 16                           | 15 : 16                  | 1,0666...  | 111,731 Ц         | в.терція вниз від F       |
| D    | 128 : 135                         | 8 : 9                    | 1,125      | 203,910 Ц         |                           |
| es   | 15 : 16                           | 5 : 6                    | 1,2        | 315,641 Ц         | в.терція вниз від G       |
| e    | 24 : 25                           | 4 : 5                    | 1,25       | 386,314 Ц         | в.терція вверх від C      |
| F    | 15 : 16                           | 3 : 4                    | 1,333...   | 498,045 Ц         |                           |
| fis  | 128 : 135                         | 32 : 45                  | 1,40625    | 590,224 Ц         | в.терція вверх від D      |
| G    | 15 : 16                           | 2 : 3                    | 1,5        | 701,955 Ц         |                           |
| as   | 15 : 16                           | 5 : 8                    | 1,6        | 813,686 Ц         | в.терція вниз від C       |
| a    | 24 : 25                           | 3 : 5                    | 1,666...   | 884,359 Ц         | в.терція вверх від F      |
| B    | 15 : 16                           | 9 : 16                   | 1,777...   | 996,090 Ц         |                           |
| h    | 128 : 135                         | 8 : 15                   | 1,825      | 1088,269 Ц        | в. терція вверх від G     |
| C    | 15 : 16                           | 1 : 2                    | 2          | 1200,000 Ц        |                           |
Тони відмічені жирним шрифтом отримані за допомогою квінт, інші за допомогою терцій
Відстані між сусідніми ступенями (півтон) неоднакові та мають назви:
| Назва              | Співвідношення частот | інтервал музичний |
| ------------------ | --------------------- | ----------------- |
| Діатонічний півтон | 15 : 16               | 111,731 Ц         |
| Велика лімма       | 128 : 135             | 92,179 Ц          |
| Хроматичний півтон | 24 : 25               | 70,672 Ц          |

## Приклади звучання
Розширений C-Dur каданс в натуральному строї з чистою квінтою G-D та фальшивою квінтою D-Aⓘ
Розширений C-Dur каданс в натуральному строї з чистою квінтою D-A та фальшивою квінтою G-Dⓘ
Фальшива квінта G-D з чисто настроєною квінтою D-Aⓘ
Фальшива квінта A-D з чисто настроєною квінтою G-Dⓘ